# Stadtwerke Villingen-Schwenningen
Die Stadtwerke Villingen-Schwenningen GmbH (SVS) ist ein kommunales Versorgungsunternehmen in Villingen-Schwenningen in Baden-Württemberg. Sie ist für die Versorgung der Doppelstadt und umliegender Gemeinden mit Strom, Erdgas, Wärme und Trinkwasser zuständig. Darüber hinaus ist die SVS im Bereich der Energiedienstleistungen aktiv und betreibt die städtischen Bäder und die Helios Arena als Kunsteisbahn.

## Geschichte
Die Stadtwerke Villingen-Schwenningen GmbH wurde im Jahr 1972 im Zuge der Gemeindereform und der Zusammenlegung der Städte Villingen und Schwenningen gegründet. Die Wurzeln der kommunalen Versorgung in den einzelnen Stadtteilen reichen jedoch wesentlich weiter zurück. 
- 1874: Beginn der Gasbeleuchtung in Villingen.[3]
- 1898: Bau des Wasserwerks Keckquellen und einer Wasserleitung in Schwenningen.[4]
- 1902: Bau des Elektrizitätswerks in der Schwenninger Kirchstraße.[5]
- 1906: Inbetriebnahme des Elektrizitätswerks Villingen.

Im Laufe der Jahrzehnte entwickelte sich die SVS zu einem Konzern mit mehreren Tochterunternehmen und erweiterten Aufgabenfeldern. Dazu gehören unter anderem:

Bilder aus den Anfängen der Energieversorgung in Villingen-Schwenningen

- 1991: Gründung der Bäder Villingen-Schwenningen GmbH (BVS).[6]
- 1993: Aufnahme der Sparte Wärmeversorgung.
- 2004: Übernahme des Schwenninger Stromnetzes durch die SVS.[7]
- 2018: Gründung der SVS Bau GmbH.[8]
- 2022: Gregor Gülpen übernimmt die Geschäftsführung. Im selben Jahr feiert die SVS ihr 50-jähriges Jubiläum.[9]
- 2025: Die SVS stellt alle Tarife auf 100 % Ökostrom um.[10]

## Aufgaben und Geschäftsbereiche
Die SVS ist als Grundversorger und Netzbetreiber für die Infrastruktur in ihrem Versorgungsgebiet verantwortlich. Ihr Versorgungsnetz umfasst eine Gesamtlänge von rund 3000 Kilometern. Dieses teilt sich auf in ein Stromnetz  von ca. 1457 km Länge, einem Erdgasnetz (ca. 771 km), einem Trinkwassernetz mit ca. 750 km Länge und einem ca. 15 km langen Wärmenetz.
Die Hauptgeschäftsfelder umfassen:

### Stromversorgung
Die SVS versorgt Haushalte und Unternehmen mit Strom. Sie treibt den Ausbau der Photovoltaik auf städtischen Dächern voran. Im Jahr 2025 wurden beispielsweise PV-Anlagen mit rund 450 kWp Leistung auf Dächern städtischer Gebäude (u. a. Kindergärten, Schulen, Feuerwehr, Tonhalle) installiert, womit die jährlichen Ausbauziele des Gemeinderats übertroffen wurden. Zudem ist die SVS grundzuständiger Messstellenbetreiber und verantwortet den Rollout digitaler Stromzähler (Smart Meter), die Voraussetzung für dynamische Stromtarife sind.

### Gasversorgung
Als regionaler Gasversorger kümmert sich die SVS um die Bereitstellung von Erdgas und treibt den Transformationsprozess hin zu einer klimaneutralen Gasversorgung voran, auch in Zusammenarbeit mit dem  Zweckverband Gasfernversorgung Baar.

### Wasserversorgung
Die SVS stellt die Trinkwasserversorgung sicher. Das Wasser wird aus verschiedenen Quellen (Grund- und Oberflächenwasser) gewonnen und durch ein  Netz verteilt. Die Überwachung der Wasserqualität und der Ausbau der Infrastruktur, wie etwa der Bau eines neuen Wasserwerks des Zweckverbands Keckquellen mit Ultrafiltrationsanlage, gehören zu den Aufgaben.

### Wärmeversorgung
Über ein eigenes Wärmenetz versorgt die SVS Haushalte und Unternehmen mit Wärme, die unter anderem in Blockheizkraftwerken (BHKW) erzeugt wird.

### Energiedienstleistungen
Das Angebot umfasst Energieberatung, die Entwicklung von Ladeinfrastruktur für Elektromobilität, Konzepte für energieeffiziente LED-Beleuchtung sowie Messdienstleistungen wie der Service EXACTO zur digitalen Heizkostenabrechnung.

### E-Mobilität und Carsharing
Mit dem 2024 eingeführten E-Carsharing-Angebot "flotti" bietet die SVS  Elektromobilitätslösungen im Stadtgebiet an.

### Bäderbetrieb und Kunsteisbahn
Die SVS betreibt über die Bäder Villingen-Schwenningen GmbH die städtischen Bäder und die Kunsteisbahn Villingen-Schwenningen GmbH. Sie ist maßgeblich an der Planung und Realisierung eines neuen gemeinsamen Hallenbades für Villingen-Schwenningen am Standort Klosterhof beteiligt.

## Engagement

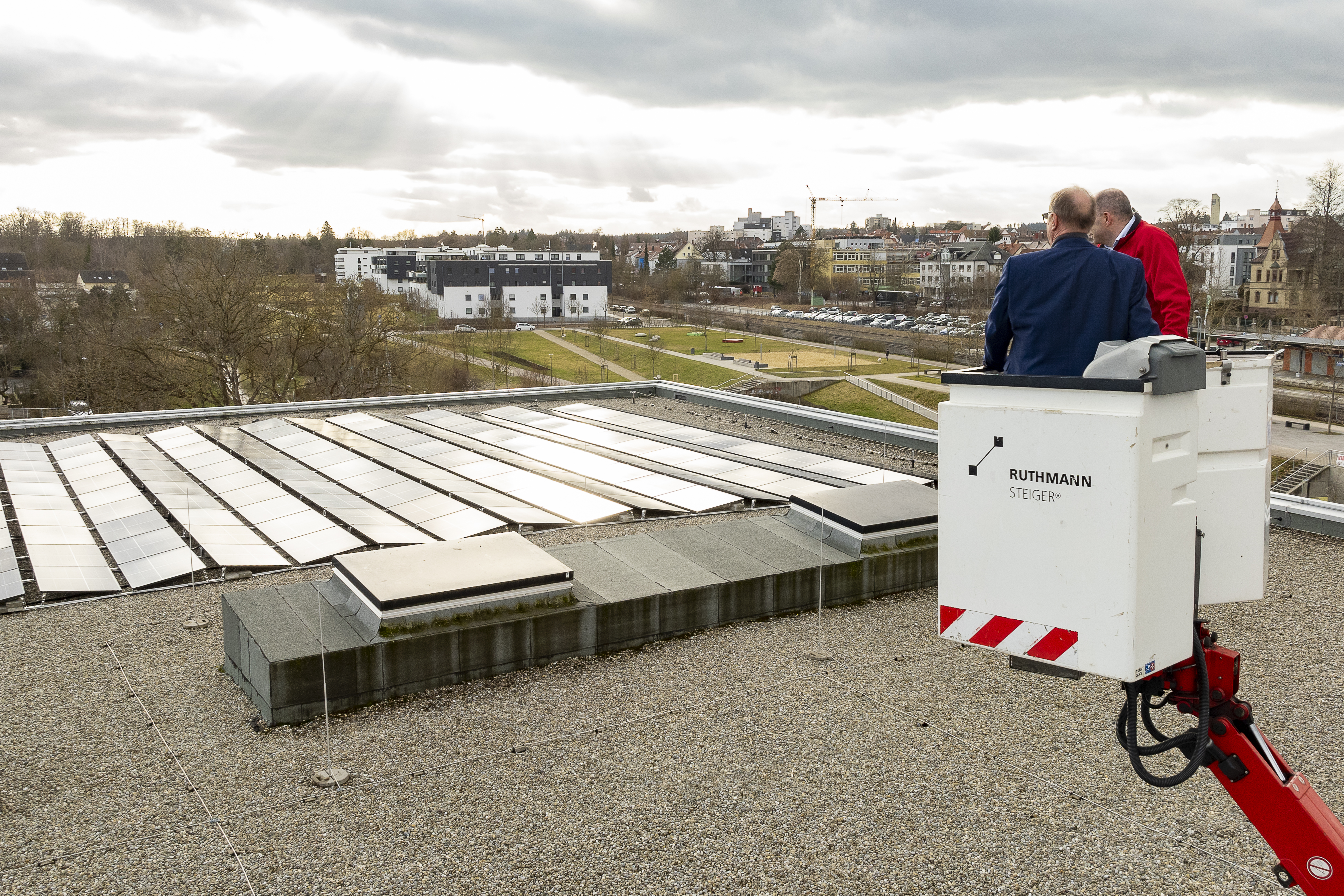
Oberbürgermeister Jürgen Roth und SVS-Geschäftsführer Gregor Gülpen über dem Dach der Neckarhalle in Schwenningen

Die SVS verfolgt  das Ziel der Klimaneutralität unter dem Motto "Die grüne Null". Das Unternehmen betont dabei die Notwendigkeit der Zusammenarbeit mit Bürgern und Investoren. Geplante Großprojekte auf diesem Weg umfassen die Errichtung von Batteriespeichern im Netzgebiet sowie eine großflächige Freiflächen-PV-Anlage.
Die SVS ist auch ein bedeutender Arbeitgeber und Ausbilder in der Region und engagiert sich im lokalen Umfeld, indem sie Vereine und soziale Einrichtungen unterstützt. Im Jahr 2025 beschäftigte der SVS-Konzern rund 330 Mitarbeiter.

### Ausbau Erneuerbarer Energien
Ein Fokus liegt auf der Installation von Photovoltaik-Anlagen auf städtischen Gebäuden. So wurden unter SVS-Geschäftsführer Gregor Gülpen im Jahr 2025 Photovoltaik-Anlagen mit einer Leistung von rund 450 kWp auf Dächern von städtischen Gebäuden installiert, womit die jährlichen Vorgaben des Gemeinderats von 300 kWp deutlich übertroffen wurden. Beispiele hierfür sind Installationen auf Kindergärten, der Feuerwehr, der Karl-Brachat-Realschule, der neuen Flüchtlingsunterkunft in der Bussardstraße, der Volkshochschule, der Bickenbergschule, des Gymnasiums am Romäusring sowie der Tonhalle in Villingen.

### Digitalisierung der Messtechnik (Smart Meter Rollout)
Die SVS ist als grundzuständiger Messstellenbetreiber für die Umrüstung auf digitale Stromzähler verantwortlich. Die SVS liegt beim Rollout im Zeitplan, wobei bis Mitte 2025 bereits rund 17 Prozent der Zähler umgerüstet wurden. Diese digitalen Zähler sind die Voraussetzung für die Einführung dynamischer Stromtarife.

### E-Carsharing Angebot flotti
2024 hat die SVS ihr Serviceangebot um einen E-Carsharingservice erweitert. Mit flotti können im Stadtgebiet an verschiedenen Stationen  E-Fahrzeuge ausgeliehen werden. 

### Messdienstleistungen (EXACTO)
Die SVS hat den Service EXACTO zur Heizkostenabrechnung mit digitaler Messtechnik etabliert. Dieser Dienst bietet Hausverwaltungen wie der Hausverwaltung Budig in Villingen-Schwenningen eine  Lösung für die digitale Messdatenerfassung und -abrechnung, inklusive eines eigenen Montageteams.

### Großprojekte der Infrastruktur
Die SVS ist maßgeblich an der Planung und Realisierung eines neuen gemeinsamen Hallenbades für Villingen-Schwenningen am Standort Klosterhof beteiligt, das nach einem Bürgerentscheid im Juni 2024 realisiert wird.

### Großprojekte der Energiewende
Weitere geplante Großprojekte auf dem Weg zur Grünen Null sind die Errichtung mehrere Batteriespeicher im Netzgebiet der SVS.  Geplant ist auch eine Erzeugungslandschaft zwischen den beiden Stadtbezirken Schwenningen und Villingen. Auf rund 30 Hektar soll hier eine Freiflächen PV-Anlage entstehen, die  Energie  vor Ort erzeugt.

## Konzernstruktur
Zur Stadtwerke Villingen-Schwenningen GmbH gehören weitere Gesellschaften und Beteiligungen:
- Bäder Villingen-Schwenningen GmbH (BVS): Betreiber der städtischen Bäder.
- SVS Bau GmbH: 2018 gegründet.
- SVS Beteiligungsgesellschaft mbH: 2020 gegründet.
- Zweckverband Gasfernversorgung Baar (ZVB): Überregionale Gasfernversorgung (Geschäftsführung in Personalunion).
- Zweckverband Keckquellen (ZVK): Trinkwasserversorgung (Geschäftsführung in Personalunion).
- Kunsteisbahn Villingen-Schwenningen GmbH (KEB): Betreiber der Kunsteisbahn (Geschäftsführung in Personalunion).

Die Stadt Villingen-Schwenningen hält Anteile von 70 Prozent an der Stadtwerke Villingen-Schwenningen (GmbH). Zu 30 Prozent ist die THÜGA AG beteiligt.